# 遠山明美
遠山 明美（とおやま あけみ）は1961年（昭和36年）のミス・ユニバース日本代表である。

## 来歴・人物
東京都立川市出身。武蔵野女子学院短期大学家政科2年だった20歳のとき、ミス・ユニバース、ミス・ワールド、ミス・インターナショナルの各日本代表を選ぶ「ミス日本コンテスト」に応募し、東京代表となった。1961年（昭和36年）6月14日、大阪市のフェスティバルホールで開かれた全国大会でミス・ユニバース日本代表に選出された。ミス・ワールド日本代表には大阪代表の村上千恵、ミス・インターナショナル日本代表には兵庫代表の京藤敦子が選出された。遠山は翌月にアメリカ合衆国のマイアミビーチで開かれた世界大会に出場したが、入賞を果たすことは出来なかった。
1965年（昭和40年）冷暖房設備会社の社長と結婚し、1974年（昭和49年）青木明美として週刊誌の座談会に参加した。その時点で3歳の娘がいた。